# 豪伊·香农
豪伊·香农（英語：Howie Shannon，1923年6月10日—1995年8月16日），美国职业篮球运动员，1949年NBA选秀状元。
香农被普罗维登斯蒸汽压路机队在1949年第一轮第一顺位选中，他大学期间就读于堪萨斯城大学。香农在NBA效力了两个赛季，1948-49赛季代表蒸汽压路机队出场55次，得到场均13.4分和2.3次助攻；1949年-50赛季，香农转投波士顿凯尔特人队出场67次，得到场均8.8分和2.6次助攻。